# Kociewie
Kociewie je etnokulturní region v Polsku. Nachází se v Pomořském a v Kujavsko-pomořském vojvodství jižně od Gdaňska. Významnými městy jsou Starogard Gdański, Tczew a Świecie. Východní hranici regionu tvoří řeka Visla a na západě se nachází Národní park Tucholské bory. Rozloha Kociewie je 3 500 km² a počet obyvatel se odhaduje na 350 000.
Krajině dominují borové lesy a jezera, hlavními řekami jsou Wda a Motława. K místním jídlům patří polévky parzybroda a zalewajka, sušené ovoce brzad a smažené placky ruchanki.
Název je poprvé doložen roku 1807, kdy jej použil podplukovník polské legie Józef Hurtig v podobě Gociewie. Původ názvu je nejistý, odvozuje se od výrazu kociołek (kotlík, podle zdejších mělkých údolí) nebo od někdejšího osídlení Gótů. Zdejší dialekt gwara kociewska se podobá kašubštině, má však blíž k nářečí Kujavska a je srozumitelný i pro mluvčí spisovné polštiny, obsahuje též výrazy z němčiny a nizozemštiny (Nizozemci se zde usazovali od šestnáctého století a pracovali na regulaci toku Visly). Obyvatelé se nazývají Kociewiacy a vyznávají katolicismus. Při sčítání lidu v roce 2011 se 3 065 obyvatel přihlásilo ke kociewské národnosti.
Dnem Kociewie je 10. únor, tento svátek byl zaveden v roce 2007. Bernard Sychta je autorem hymny Kociewie. Známými osobnostmi pocházejícím z tohoto regionu jsou zpěvák Grzegorz Ciechowski, politička Teresa Piotrowska a fotbalista Kazimierz Deyna.

## Historie
Region Kociewie byl osídlen už v neolitu. Ve Starogardu se našly zbytky staveb staré 5000 let. Nejstarší opevněná místa pocházejí ze 7. stol. V pozdější době se o vládu přetahovala místní knížata a vévodové. Na počátku 14. stol. stal pánem Kociewie, stejně jako celého Polska, český král Václav II. Po vymření Přemyslovců v regionu vládl téměř 160 let Řád německých rytířů.